# 堺市歌
「堺市歌」（さかいしか）は、日本の政令指定都市の1市である大阪府堺市の初代市歌。作詞・安西冬衛、作曲・佐藤吉五郎。

## 解説
1935年（昭和10年）に制定され、タイヘイレコードが佐伯富美子の歌唱によりSPレコードを製造した。制定に当たって歌詞の公募等は実施されず作詞は詩人の安西冬衛、作曲はヴァイオリニストの佐藤吉五郎にそれぞれ依頼されている。
1945年（昭和20年）の第二次世界大戦終結後は演奏の機会が失われ、1959年（昭和34年）の市制70周年を記念した現行の2代目「堺市民の歌」（作詞・中川至誠、補作・竹中郁、作曲・平井康三郎）制定に伴い廃止された。

## 歌詞

### 補足
1番の「三陵」は百舌鳥古墳群のうち、天皇陵に比定されている田出井山古墳（百舌鳥耳原北陵、伝反正天皇陵）・大仙陵古墳（百舌鳥耳原中陵、伝仁徳天皇陵）・上石津ミサンザイ古墳（百舌鳥耳原南陵、伝履中天皇陵）のこと。
2番の「東洋のベニス」は戦国時代に堺を訪れた宣教師のガスパル・ヴィレラが、自由都市としての繁栄ぶりをヴェネツィア（Veniceはヴェネツィアの英語名）になぞらえて「堺の町は甚だ広大にして大なる商人多数あり。この町はベニス市の如く執政官によりて治めらる」と記したことに由来する堺市の雅称である。